# Ogawa (Nagano)
Ogawa (小川村 Ogawa-mura?) es una villa en la prefectura de Nagano, Japón, localizada en la parte central de la isla de Honshū, en la región de Chūbu. El 1 de marzo de 2021 tenía una población estimada de 2288 habitantes y una densidad de población de 39 personas por km².

## Geografía
Ogawa se encuentra en las montañas del noroeste de la prefectura de Nagano.

## Historia
El área de la actual Ogawa era parte de la antigua provincia de Shinano. Las aldeas de Kita-Ogawa y Minami-Ogawa se crearon con el establecimiento del sistema de municipios modernos el 1 de abril de 1889. Las dos aldeas se fusionaron para formar la villa de Ogawa el 1 de abril de 1955.

## Economía
La economía de Ogawa es agrícola, principalmente el cultivo de arroz y horticultura.

## Demografía
Según los datos del censo japonés, la población de Ogawa ha estado disminuyendo en los últimos 60 años.
| Gráfica de evolución demográfica de Ogawa entre 1940 y 2015 |
|                                                             |
| Oficina de Estadísticas de Japón                            |